# Геноцид греков
Геноцид греков в Османской империи (греч. Γενοκτονίας των Ελλήνων)— систематические этнические чистки греческого населения Османской империи на его исторической родине в Анатолии во время Первой мировой войны и сразу после неё (1914—1923). В качестве отдельного эпизода геноцида греков в Османской империи выделяют геноцид понтийских греков.
Геноцид был инициирован правительством Османской империи против греческого населения империи и включал в себя резню, принудительную депортацию, включавшую в себя марши смерти, сводные высылки, деспотичные наказания, а также разрушение православных культурных, исторических и религиозных памятников. По данным различных источников, несколько сотен тысяч османских греков погибли во время этого периода. Большинство беженцев и пострадавших бежали в Грецию (в общей сложности беженцы составили более четверти населения Греции до их начала). Некоторые, особенно жители восточных провинций, укрылись в соседней Российской империи. Таким образом, к концу греко-турецкой войны 1919—1922 годов, большинство греков Малой Азии бежали или были убиты. Оставшиеся были переданы Греции в соответствии с условиями обмена населением между Грецией и Турцией в 1923 году, который оформил исход и сделал невозможным возвращение беженцев. Другие этнические группы Османской империи также подверглись геноциду в этот период, в том числе ассирийцы и армяне, и некоторые учёные и организации признали эти события как часть одной политики геноцида.
Число жертв геноцида греков по разным оценкам составляет от 350 тыс. до 1,2 млн. человек.
Союзники осудили начатую османским правительством резню как преступление против человечности. В 2007 году Международная ассоциация исследователей геноцида приняла резолюцию о признании кампанию против христианских меньшинств Османской империи, в том числе греков, как геноцид. Некоторые другие организации также приняли решения о признании кампании как геноцида: парламенты Греции, Кипра, Швеции, Армении, Нидерландов и Австрии.

## История
В марте 1915 года в окрестностях города Смирны (ныне Измир) и в причерноморском регионе Понт младотурками была осуществлена резня греков, призванных незадолго до этого в турецкую армию. По свидетельству германского военного атташе, военный министр Энвер-паша сказал в октябре 1915 года: 
Я хотел бы решить Греческую проблему в ходе войны… тем же путём, каким я, кажется, решил Армянскую проблему.
Последующие этнические чистки в отношении греческого населения Турции активно проводились турецкими националистами под руководством Мустафы Кемаля (Ататюрка) во время Греко-турецкой войны 1919—1922 годов. Именно 19 мая 1919 года, день высадки войск Кемаля в Самсуне и начало второй волны резни, отмечается как день Геноцида понтийских греков. Между тем, несмотря на фактическое сохранение союза Греции и Великобритании после окончания в 1918 году Первой мировой войны, — Британия так и не оказала содействия грекам.
При этом, Резня в Изникско-Измитском регионе, в ходе которой было истреблено население исторической Вифинии, начатая в апреле 1920 года и продолжавшаяся год, была произведена кемалистами на территории остававшейся под турецким (султанским) и, частично, под английским контролем.
Известно, что большевики негласно поддерживали пантюркистов-младотурок, а затем в открытую поддержали кемалистов. По договоренности с Советской Россией, новая Турция перестала претендовать на кавказские республики (Армению, Грузию, Азербайджан) — и обратила все свои силы против греков.

## Память

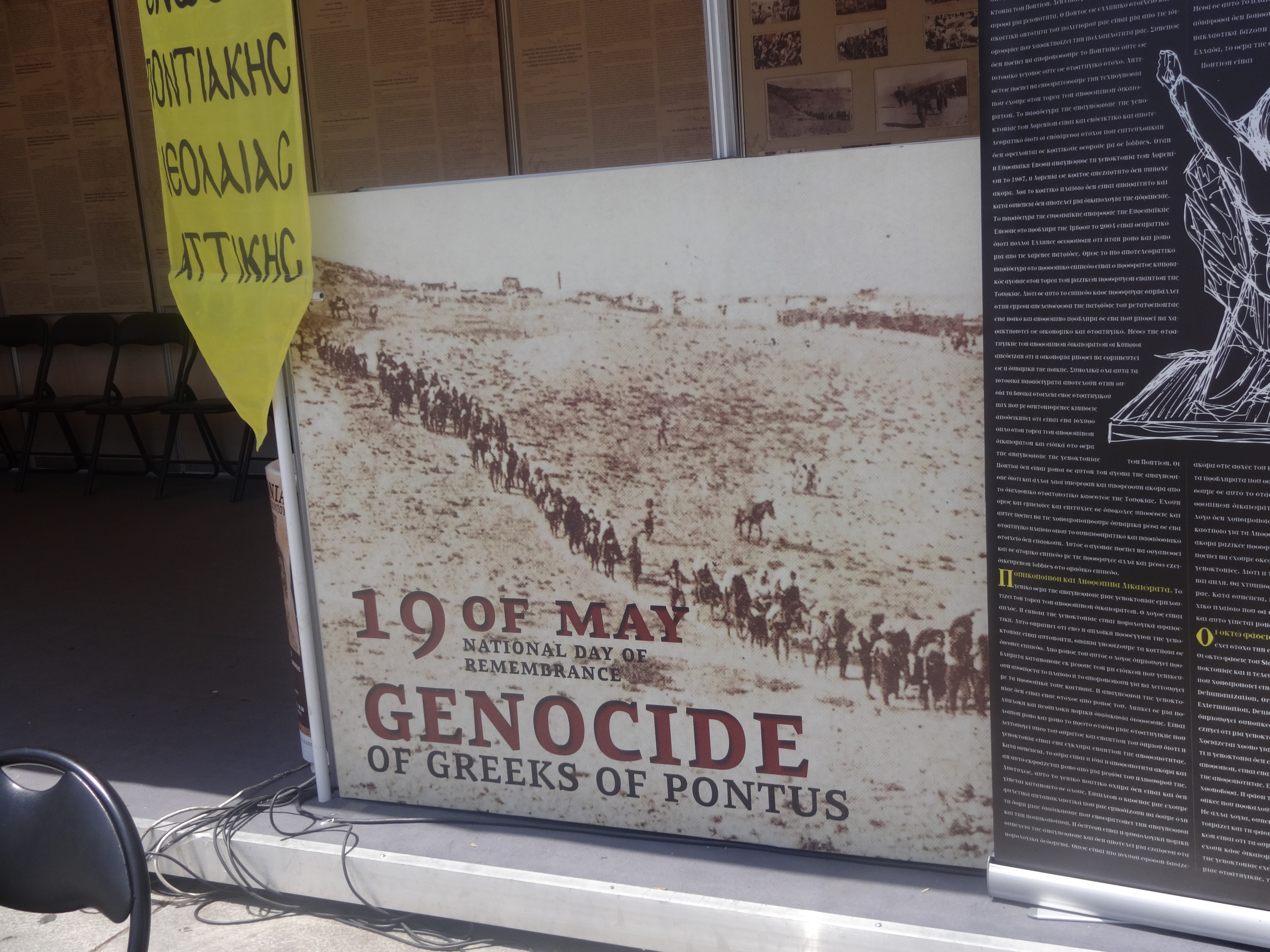
Временный павильон, установленный понтийскими организациями на площади Синтагма, Афины в память годовщины Геноцида понтийских греков.

24 сентября 1998 года, единогласным решением, парламент Греции постановил считать 14 сентября Днём Памяти геноцида малоазийских греков турками.
18 декабря 2007 года Международная ассоциация исследователей геноцида (англ. International Association of Genocide Scholars – IAGS) 83 % от общего количества принявших участие в голосовании приняла резолюцию о признании геноцида греков и ассирийцев в Османской империи в 1914—1923 годах, призвав власти Турции признать геноцид христианских меньшинств, принести извинения и возместить причинённый ущерб.
Число жертв греков Малой Азии от геноцида составляет до 1,5 млн человек.
По демографическим данным, из греческого населения Османской империи, составлявшего 2.700.000 человек на 1914 год, выжившими впоследствии оказались 1.221.000, число уничтоженных в ходе геноцида составляет от 1,3 до 1,5 млн, из которых 350.000 были греки Понта и 1.150.000 греки остальной части Малой Азии (Восточной Фракии, Анатолии и Кипра).
19 мая 2009 года после конференции на тему «100 лет отрицания Геноцида», которая прошла в Одессе, греческой и армянской диаспорой города Одессы и Одесской области было подписано совместное заявление Президенту Украины В. А. Ющенко по поводу признания геноцида понтийских греков и геноцида армян, которое было подписано главами общин и представителями диаспоры. Примечательно, что в самой Турции 19 мая отмечают национальный праздник День молодёжи и спорта, учреждённый в память высадки 19 мая 1919 года Мустафы Кемаля в Самсуне и началом кемалистской революции. Но именно эту дату греки считают началом кемалистского этапа геноцида греков Понта.